# Iloczyn Eulera
Iloczyn Eulera, produkt Eulera (ang. Euler product) – sposób przedstawienia szeregu liczbowego w postaci nieskończonego iloczynu po liczbach pierwszych. W analitycznej teorii liczb jest to często wykorzystywana postać szeregu w dowodach różnych twierdzeń. Swoją nazwę bierze od Leonharda Eulera, który po raz pierwszy przedstawił go dla funkcji zeta Riemanna.

## Definicja
Niech {\displaystyle f} będzie ograniczoną multiplikatywną funkcją arytmetyczną. Wówczas szereg Dirichleta
{\displaystyle \sum _{n=1}^{\infty }{\frac {f(n)}{n^{s}}}}
jest dla wszystkich {\displaystyle s} takich, że {\displaystyle \Re (s)>1} równy
{\displaystyle \prod _{p}\left(1+{\frac {f(p)}{p^{s}}}+{\frac {f(p^{2})}{p^{2s}}}+\ldots \right)=\prod _{p}\sum _{k=0}^{\infty }{\frac {f(p^{k})}{p^{ks}}},}
gdzie {\textstyle \prod _{p}} oznacza iloczyn po wszystkich liczbach pierwszych. Ponadto, jeśli {\displaystyle f} jest całkowicie multiplikatywna, to występujące w iloczynie szeregi są geometryczne, a cały iloczyn ten jest równy
{\displaystyle \prod _{p}\left(1-{\frac {f(p)}{p^{s}}}\right)^{-1}.}

## Przykłady

### Funkcja zeta Riemanna
Niech {\displaystyle \zeta } będzie funkcją zeta Riemanna, zdefiniowaną jako
{\displaystyle \zeta (s)=\sum _{k=1}^{\infty }{\frac {1}{n^{s}}}}
dla dowolnej liczby zespolonej {\displaystyle s,} przy {\displaystyle \Re (s)>1.} Wówczas
{\displaystyle \zeta (s)=\prod _{p}\left(1-{\frac {1}{p^{s}}}\right)^{-1}.}
Z funkcją {\displaystyle \zeta } związanych jest więcej iloczynów Eulera, które wykorzystywane są w dowodach twierdzeń korzystających z jej własności.
{\displaystyle {\frac {\zeta (2s)}{\zeta (s)}}=\prod _{p}\left(1+{\frac {1}{p^{s}}}\right)^{-1}=\sum _{n=1}^{\infty }{\frac {\lambda (n)}{n^{s}}},}
gdzie {\displaystyle \lambda } jest funkcją Liouville’a.
{\displaystyle \zeta (s)=\prod _{p}\left(1-{\frac {1}{p^{s}}}\right)=\sum _{n=1}^{\infty }{\frac {\mu (n)}{n^{s}}}}
oraz
{\displaystyle {\frac {\zeta (s)}{\zeta (2s)}}=\prod _{p}\left(1+{\frac {1}{p^{s}}}\right)=\sum _{n=1}^{\infty }{\frac {|\mu (n)|}{n^{s}}},}
gdzie {\displaystyle \mu } to funkcja Möbiusa.

### Funkcje L Dirichleta
Funkcja zeta jest szczególnym przypadkiem o wiele szerszej klasy funkcji L Dirichleta. Niech
{\displaystyle L(s,\chi )=\sum _{n=1}^{\infty }{\frac {\chi (n)}{n^{s}}},}
gdzie {\displaystyle \chi } jest ustalonym charakterem Dirichleta przy danym module {\displaystyle q,} a {\displaystyle s} jest dowolną liczbą zespoloną z {\displaystyle \Re (s)>1.} Wtedy
{\displaystyle L(s,\chi )=\prod _{p}\left(1-{\frac {\chi (p)}{p^{s}}}\right)^{-1}.}